# Булињи (Сена и Марна)
Булињи (фр. Bougligny) насеље је и општина у Француској у региону Париски регион, у департману Сена и Марна која припада префектури Фонтенбло.
По подацима из 2011. године у општини је живело 720 становника, а густина насељености је износила 40 становника/km². Општина се простире на површини од 16,31 km². Налази се на средњој надморској висини од 115 метара (максималној 117 m, а минималној 111 m).

## Демографија
| 1962. | 1968. | 1975. | 1982. | 1990. | 1999. | 2011. |
| ----- | ----- | ----- | ----- | ----- | ----- | ----- |
| 608   | 564   | 560   | 569   | 644   | 646   | 720   |

График промене броја становника у току последњих година